# The Rich Man's Eight Track Tape
Albums de Big Black
Headache
(1987) Songs About Fucking
(1987)
The Rich Man's Eight Track Tape est une compilation du groupe Big Black, sortie en 1987 chez Touch & Go Records.
Considérée par certains comme une « indispensable compilation », il s'agit d'une édition CD réunissant le premier album du groupe, Atomizer (sans la chanson Strange Things), ainsi que le maxi Headache et le single Heartbeat.
Le livret du disque contient une diatribe contre le format CD (dont le seul avantage serait sa prétendue durée de vie supérieure) et la firme Philips (qui a développé un format, bientôt obsolète), auquel fait d'ailleurs également allusion le titre, et encourage les auditeurs à rayer, et dégrader d'autres façons le média.
Kerosene a été reprise par plusieurs groupes, dont les Anglais de Pitchshifter.

## Titres
1. Jordan, Minnesota (Big Black) - 3:20
2. Passing Complexion (Big Black) - 3:04
3. Big Money (Big Black) - 2:29
4. Kerosene (Big Black) - 6:05
5. Bad Houses (Big Black) - 3:09
6. Fists of Love (Big Black) - 4:21
7. Stinking Drunk (Big Black) - 3:27
8. Bazooka Joe (Big Black) - 4:43
9. Cables [live] (Big Black) - 3:09
10. Heartbeat (Wire) - 3:48
11. Things to Do Today (Big Black) - 1:44
12. I Can't Believe (Big Black) - 1:03
13. My Disco (Big Black) - 2:52
14. Grinder (Big Black) - 2:23
15. Ready Men (Big Black) - 3:51
16. Pete, King of the Detectives (Big Black) - 2:42